# Westelijke madagaskardwergooruil
De westelijke madagaskardwergooruil (Otus madagascariensis) is een vogelsoort uit de familie van de Strigidae (uilen).

## Verspreiding en leefgebied
Deze soort is endemisch in het westelijke en centrale deel van Madagaskar.

## Status
De westelijke madagaskardwergooruil komt niet als aparte soort voor op de lijst van het IUCN, maar is daar een ondersoort van de oostelijke madagaskardwergooruil (O. rutilus madagascariensis).